# (34848) 2001 SC288
2001 أس سي 288 (ويعرف أيضًا باسم (34848) 2001 أس سي 288 وفق تسمية الكوكب الصغير) (بالإنجليزية: 2001 SC288)‏ هو كويكب ضمن حزام الكويكبات؛ وترتيبه 34848 من حيث الاكتشاف.
اكتُشف هذا الجُرم الفلكي بواسطة تعقب الأجرام القريبة من الأرض في 27 سبتمبر 2001.

## وصلات خارجية
- (34848) 2001 SC288 في قاعدة بيانات مختبر الدفع النفاث لأجرام النظام الشمسي الصغيرة

- الاكتشاف · مخطط المدار ·  العناصر المدارية · المعلمات المادية

- (34848) 2001 SC288 على موقع ويكي سكاي: DSS2, SDSS, GALEX, IRAS, Hydrogen α, X-Ray, Astrophoto, Sky Map, Articles and images